# 詹姆士·葛雷
詹姆士·葛雷（英語：James Gray，1969年4月14日—）是一位美國男導演、製片人和編劇。

## 生平
葛雷出生於美國紐約市的猶太人家庭，在紐約的皇后區靠近Flushing Meadow的地區長大。他是俄羅斯猶太人後裔，祖父母來自舊奧斯特羅皮利。葛雷於南加州大学电影艺术学院就讀時，他的學生作品《牛仔與天使》獲得製片人保羅·韋伯斯特的注意，被鼓勵寫一篇劇本讓他監製，繼而誕生處女作《殺手怨曲》。
1994年，年僅25歲的葛雷以作品《殺手怨曲》贏得1994威尼斯影展的銀獅獎。
其後的作品有五部入選為坎城影展正式競賽。

## 個人生活
葛雷在2005年與紀錄片製作人Alexandra Dickson結婚。二人有三個孩子。

## 作品列表
| 年份 | 電影             | 電影               | 導演 | 監製 | 編劇 | 獎項                                                                               |
| 年份 | 譯名             | 原名               | 導演 | 監製 | 編劇 | 獎項                                                                               |
| ---- | ---------------- | ------------------ | ---- | ---- | ---- | ---------------------------------------------------------------------------------- |
| 1994 | 《殺手怨曲》     | Little Odessa      | 是   | 否   | 是   | 第51屆威尼斯影展銀獅獎 提名 - 獨立精神獎最佳首部電影 提名 - 獨立精神獎最佳首部劇本 |
| 2000 | 《驚爆地鐵》     | The Yards          | 是   | 否   | 是   | 第53屆坎城影展正式競賽                                                             |
| 2007 | 《萬惡夜總會》   | We Own the Night   | 是   | 否   | 是   | 第60屆坎城影展正式競賽                                                             |
| 2008 | 《紐約愛情故事》 | Two Lovers         | 是   | 是   | 是   | 第61屆坎城影展正式競賽 提名 - 獨立精神獎最佳導演                                   |
| 2013 | 《烈血風雲》     | Blood Ties         | 否   | 是   | 是   |                                                                                    |
| 2013 | 《浮世傷痕》     | The Immigrant      | 是   | 是   | 是   | 第66屆坎城影展正式競賽                                                             |
| 2016 | 《失落之城》     | The Lost City of Z | 是   | 是   | 是   |                                                                                    |
| 2019 | 《星際救援》     | Ad Astra           | 是   | 是   | 是   | 第76屆威尼斯影展正式競賽                                                           |
| 2022 | 《世界末日》     | Armageddon Time    | 是   | 是   | 是   | 第75屆坎城影展正式競賽                                                             |

## 外部連結
- 詹姆士·葛雷在互联网电影资料库（IMDb）上的資料（英文）
- Foco - Revista de Cinema, special edition devoted to James Gray （页面存档备份，存于）